# Il principe studente (film 1927)
Il principe studente (The Student Prince in Old Heidelberg) è un film muto del 1927, diretto da Ernst Lubitsch. Alcune scene vennero rigirate da John M. Stahl che non venne accreditato.

## Altre versioni
La storia del principe erede al trono che va a studiare come un ragazzo qualunque all'Università di Heidelberg, era già stata portata sullo schermo nel 1923 nel film tedesco Alt Heidelberg di Hans Behrendt. L'operetta di Romberg verrà ripresa nel 1954 con il musical Il principe studente di Richard Thorpe, mentre nel 1959 in Germania Ernst Marischka si baserà sul romanzo di Wilhelm Meyer-Förster per la sua versione dal titolo italiano di Sissi e il granduca.

## Produzione
Il film fu prodotto dalla MGM

## Distribuzione
Distribuito dalla MGM, il film uscì in sala il 30 gennaio 1928, dopo una prima tenuta a New York il 21 settembre 1927. Il film esiste in una copia positiva in 35 mm.

### Data di uscita
- USA	21 settembre 1927	 (New York City, New York) (première)
- USA	30 gennaio 1928
- Germania	10 settembre 1928
- Finlandia	29 aprile 1929
- Portogallo	26 novembre 1929	 (Lisbona)

Alias
- The Student Prince in Old Heidelberg 	USA (titolo originale)
- Alt Heidelberg	Austria / Germania
- El príncipe estudiante	Spagna / Venezuela
- Alt-Heidelberg	Germania (spelling alternativo)
- Der Studentenprinz	Austria
- Il principe studente	Italia
- Le Prince étudiant	Francia
- O Príncipe Estudante	Portogallo
- O prigips foititis	Grecia
- Old Heidelberg	(indefinito)
- The Student Prince	UK